# Candelaria (Quezon)
Candelaria ist eine philippinische Stadtgemeinde in der Provinz Quezon, in der Verwaltungsregion IV, Calabarzon. Sie hat 117.434 Einwohner (Zensus 1. August 2015), die in 25 Barangays lebten. Sie wird als Gemeinde der ersten Einkommensklasse auf den Philippinen eingestuft.
Ihre Nachbargemeinden sind Sariaya im Osten, San Juan im Südwesten, Tiáonğ und Dolores im Westen und der Berg Banahaw im Norden. Die Topographie der Stadt ist gekennzeichnet durch Flachländer, sanfthügelige und gebirgige Landschaften. Teile des Mounts-Banahaw-San-Cristobal-Nationalparks liegen auf dem Gebiet der Gemeinde.
Candelaria wird über den Maharlika Highway und durch die Eisenbahn mit der Bicol-Region und der Hauptstadtregion Metro Manila verbunden.

## Baranggays

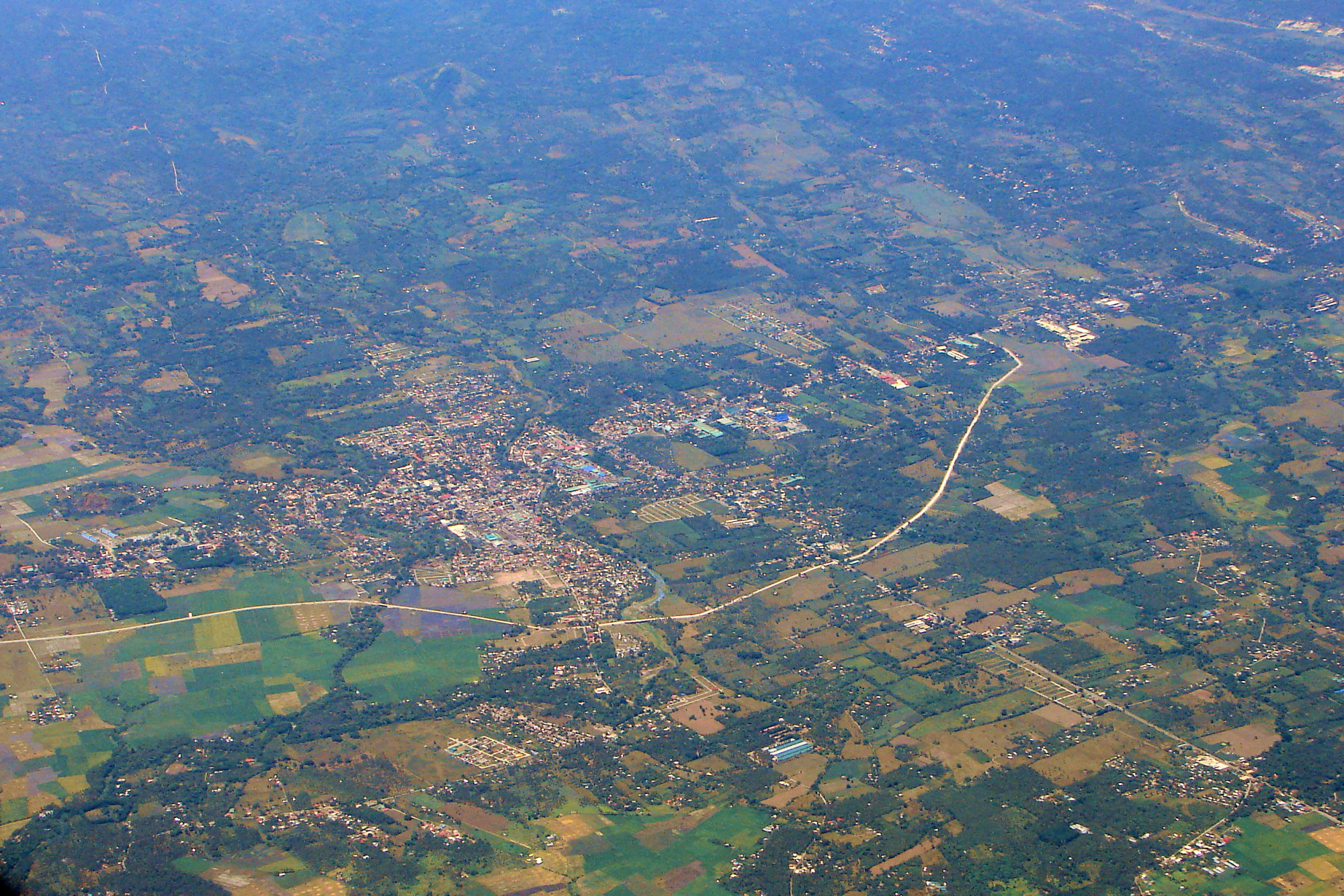
Luftaufnahme von Candelaria

| - Bukal Norte - Bukal Sur - Buenavista East - Buenavista West - Kinatihan I - Kinatihan II - Malabanban Norte - Malabanban Sur - Mangilag Norte - Mangilag Sur - Masalukot I - Masalukot II - Masalukot III | - Masalukot IV - Masalukot V - Masin Norte - Masin Sur - Mayabobo - Pahinga Norte - Pahinga Sur - Poblacion - San Andres - San Isidro - Santa Catalina Norte - Santa Catalina Sur |